# Цвёльфаксинг
Цвёльфаксинг (нем. Zwölfaxing) — коммуна (нем. Gemeinde) в Австрии, в федеральной земле Нижняя Австрия.
Входит в состав округа Вена. Население составляет 1454 человека (на 31 декабря 2005 года). Занимает площадь 6,75 км². Официальный код — 32424.

## Политическая ситуация
Бургомистр коммуны — Ханс Штёкль (АНП) по результатам выборов 2005 года.
Совет представителей коммуны (нем. Gemeinderat) состоит из 19 мест.
- АНП занимает 9 мест.
- СДПА занимает 7 мест.
- Партия ZIB занимает 3 места.